# Izco
Izco (Izko en euskera) es una localidad española y un concejo de la Comunidad Foral de Navarra perteneciente al municipio de Ibargoiti. 
Está situado en la Merindad de Sangüesa, en la Comarca de Aoiz,  y a 27,5 km de la capital de la comunidad, Pamplona. Su  población en 2021 era de 49 habitantes (INE), su superficie es de 6,52 km² y su densidad de población de 6,9 hab/km². Está en la vía aragonesa del Camino de Santiago y junto a la autovía de los Pirineos A-21 entre Pamplona-Jaca. 

## Geografía física

### Situación
La localidad de Izco está situada en la parte sudeste del municipio de Ibargoiti a una altitud de 710 m s. n. m. Su término concejil tiene  6,52 km² y limita al norte con el concejo de Sengáriz, al este con el municipio de Lumbier, al sur con los de Ezprogui y Leache; y al oeste con el concejo de Abinzano.
|                 | Norte: Sengáriz        |               |
| Oeste: Abínzano |                        | Este: Lumbier |
|                 | Sur: Ezprogui y Leache |               |

## Demografía

### Evolución de la población

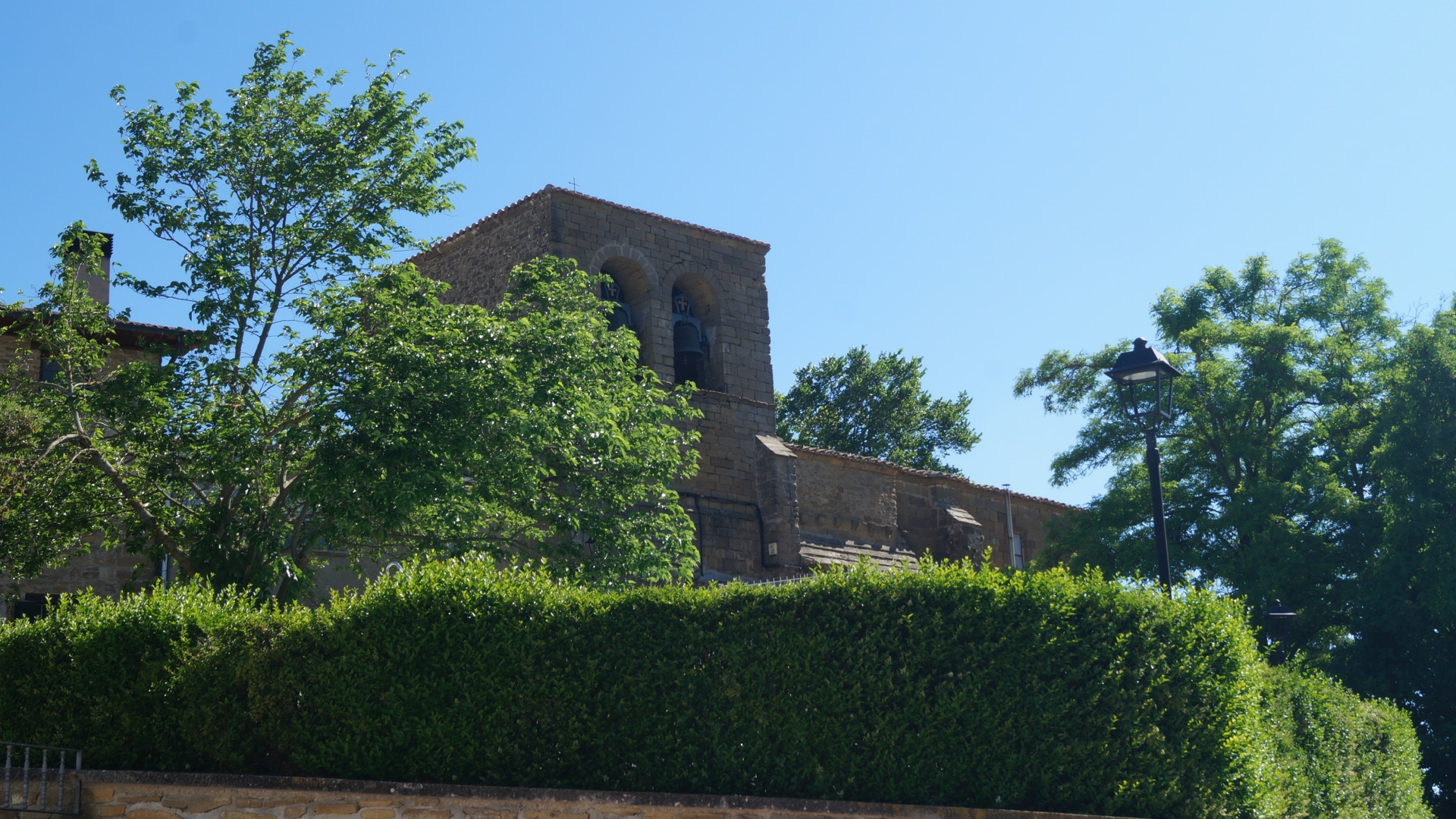
Vista de la iglesia parroquial de San Martín

| Gráfica de evolución demográfica de Izco entre 2000 y 2010 |
|                                                            |
| Datos según el nomenclátor publicado por el INE.           |

## Historia
Según informa la Gran enciclopedia de Navarra la localidad durante la Edad Media como parte del valle de Aibar y en ella debía de «predominar entonces la población hidalga» mientras que los «villanos y heredades de señorío realengo disminuyeron considerablemente». Por ello, la Corona de Navarra «percibía en 1280 una pecha anual 12 sueldos 1 dinero, 5 cahices 1 robo 1 cuartal de trigo, 12 cahíces y medio de cebada, y en concepto de cena 2 cahíces y medio de trigo y otros tantos de cebada; en 1427 se había reducido todo a 3 cahíces 1 robo de “pan meitadenco”». 
La localidad estuvo gobernada por el diputado del valle de Aibar, el cual era elegido por el que acababa de serio, y los regidores, elegidos entre los vecinos del lugar hasta que entre 1835 y 1845 tuvieron lugar las reformas municipales.
Tras estas reformas, formó parte del municipio de Ezprogui integrado por los lugares de Ezprogui, Moriones, Gardaláin, Guetádar, Sabaiza, Loya, Julio, Usumbelz y Arteta, pero posteriormente se segregó del mismo  y se incorporó al municipio de Ibargoiti.
En este lugar se considera el solar de origen familiar de los Izco.

## Arte y arquitectura
- Iglesia parroquial de San Martín: responde a la sencilla tipología rural de nave única y torre a los pies.
- Ermita de Nuestra Señora del Sagrario, ya desaparecida pero que fue utilizada desde 1847 como dependencia del cementerio. La talla románica de la Virgen titular se mantiene en un altar propio dentro de la parroquia.

- El "Árbol del viento": una escultura en acero corten, de 9 m de altura, realizada en el año 2009 por el escultor pamplonés José Javier Caballero Orio y ubicada sobre la autovía de Pamplona-Jaca en el enlace de Izco.[7] Según se tiene noticia, es la primera escultura pública de este artista.[8]

## Galería

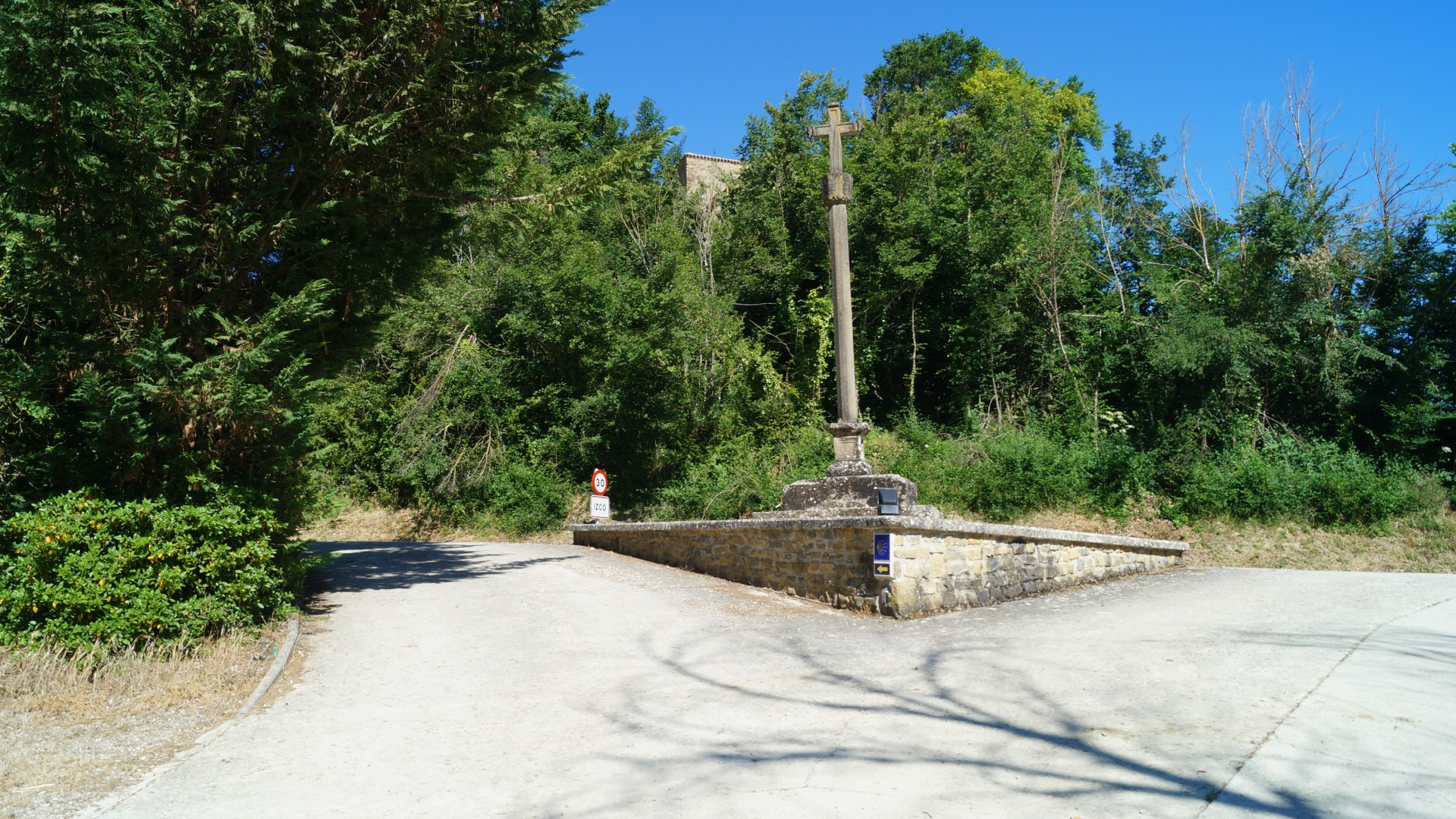
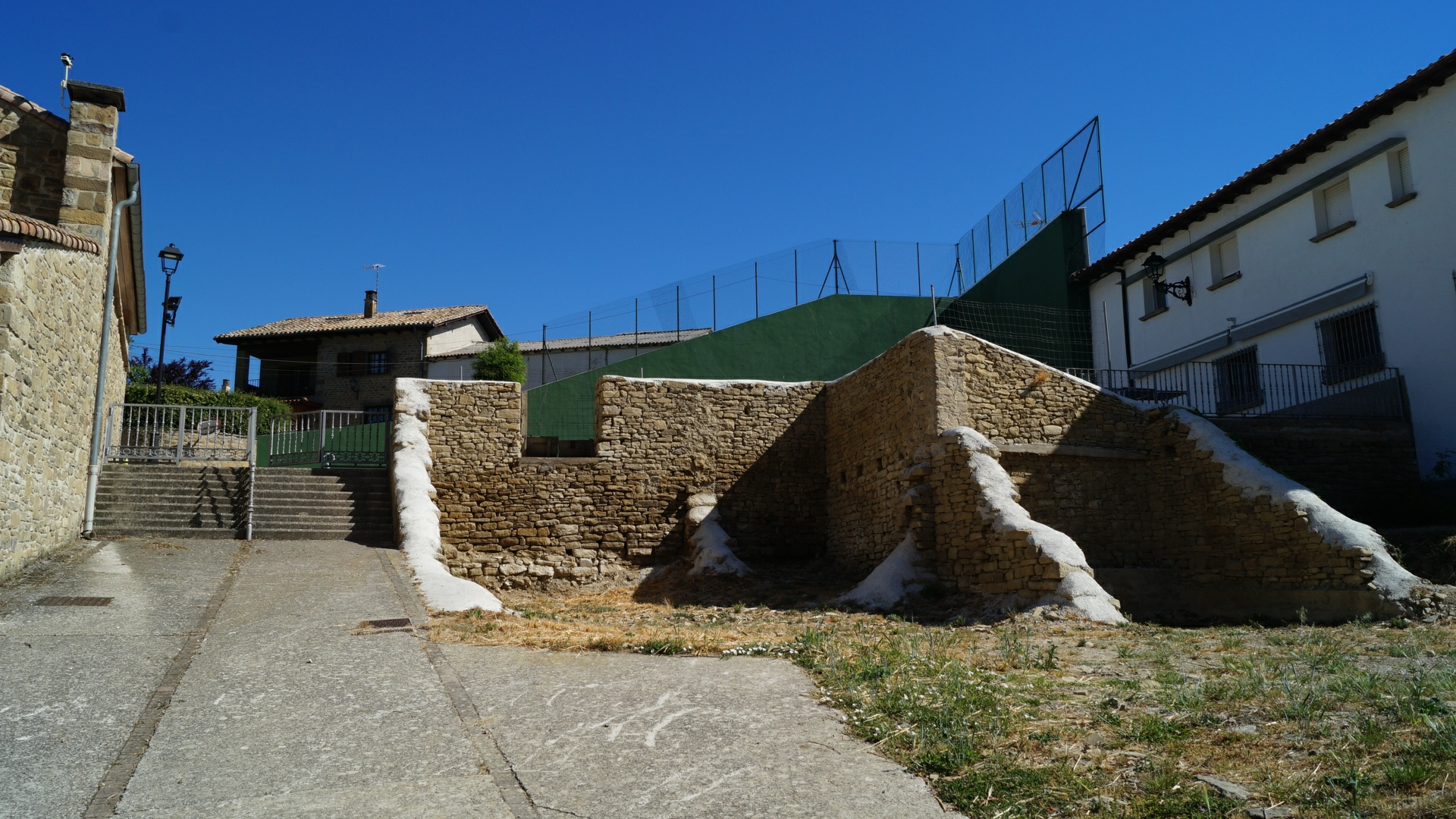
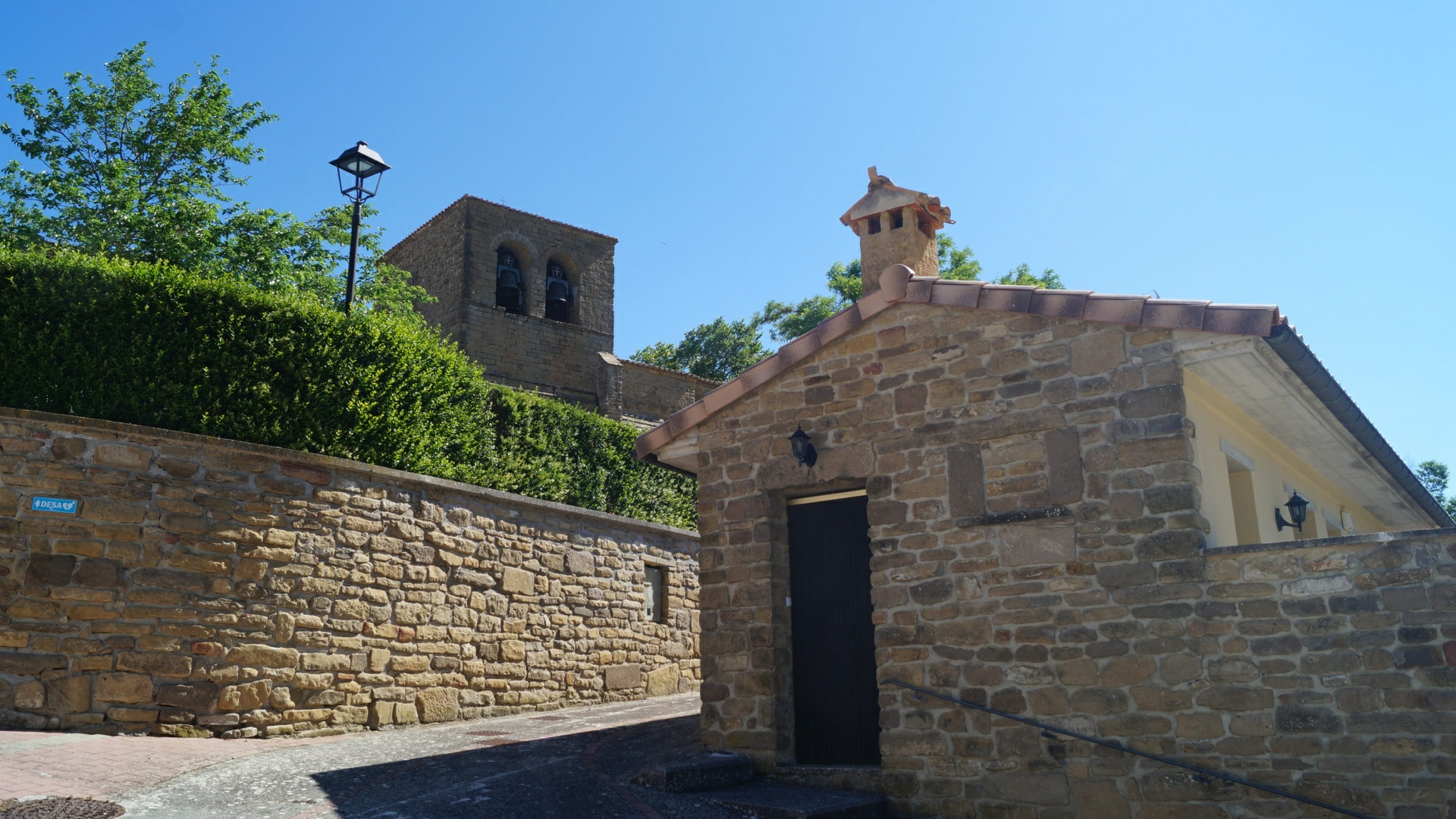
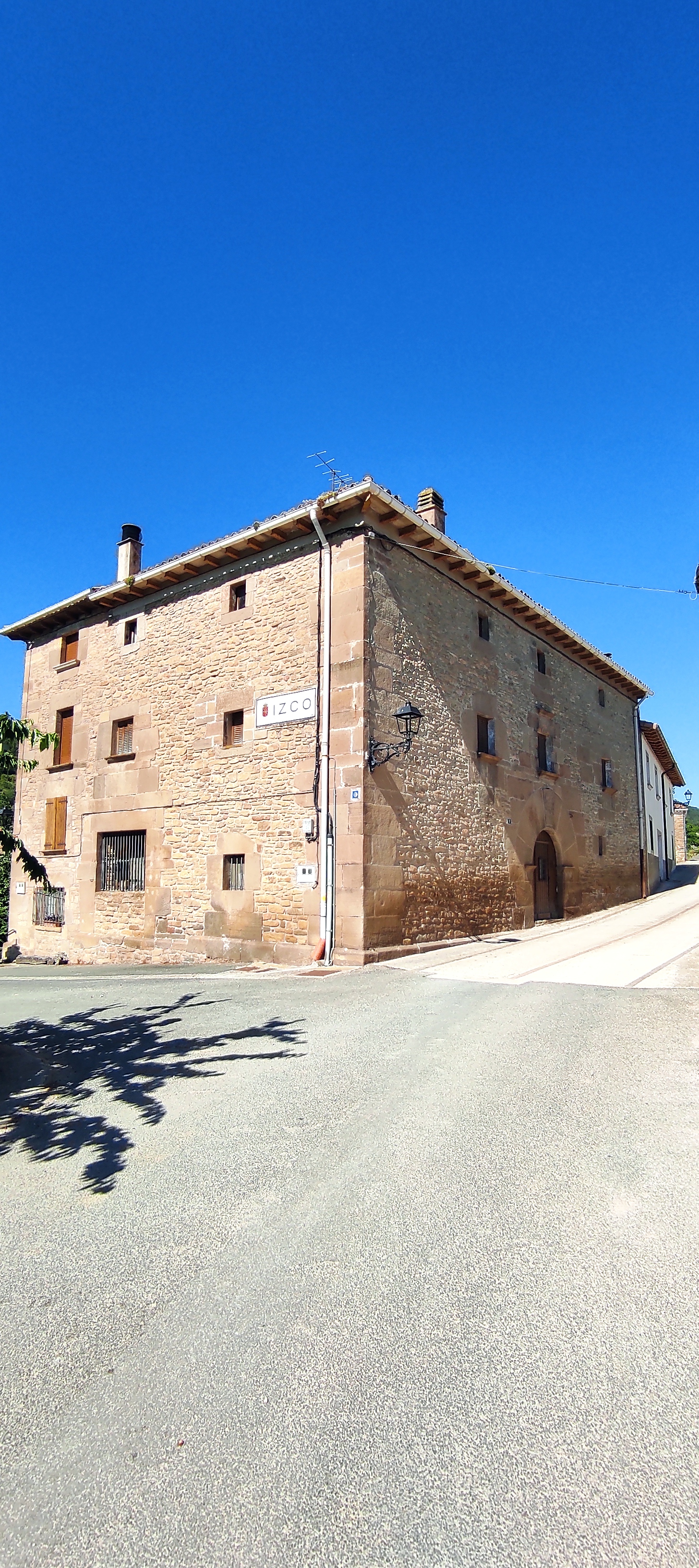
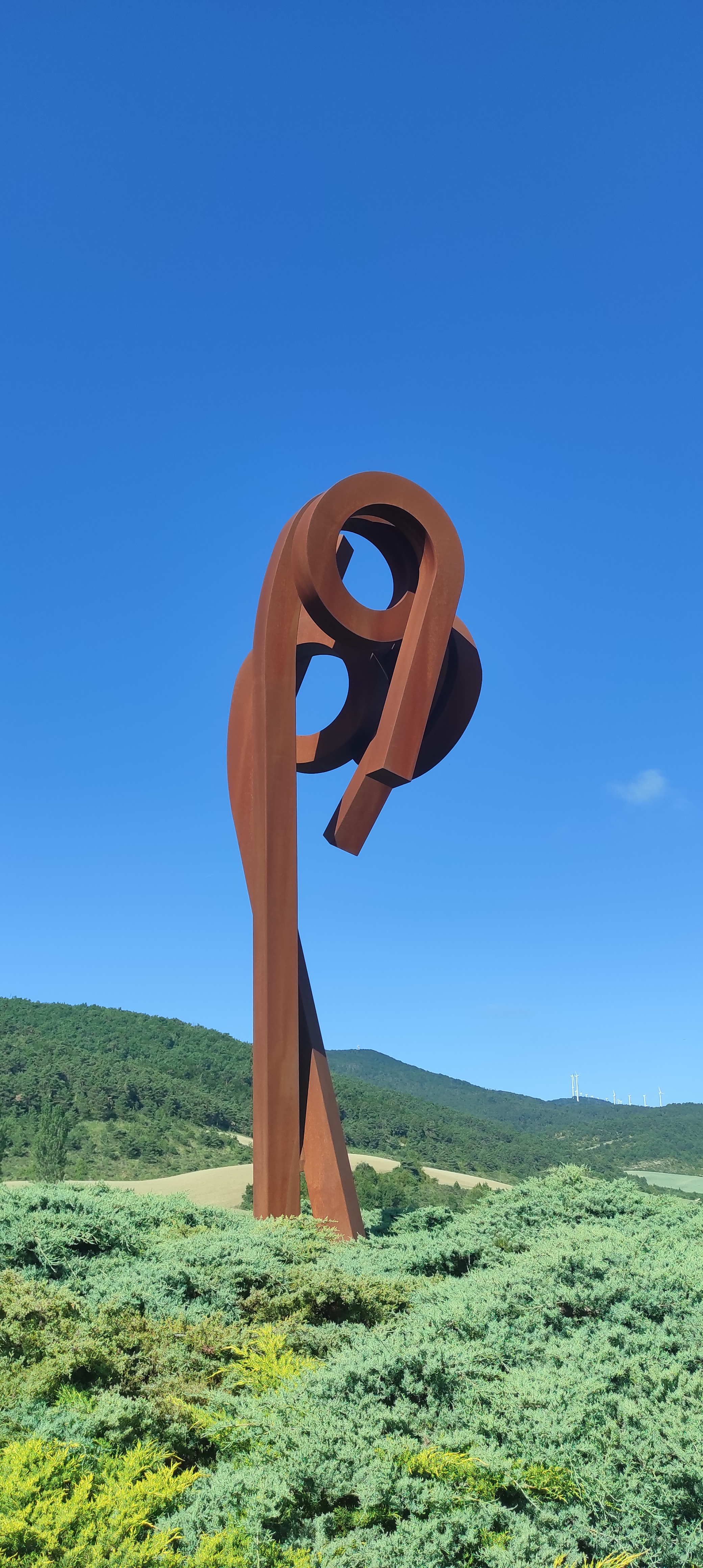